# Melafon

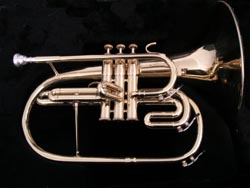
Melafon

Melafon je žesťový dechový nástroj, který lze charakterizovat jako kříženec trubky, lesního rohu a trombonu. Jedná se o nástroj zřídka používaný, laděný v F, s tónovým rozsahem H-f2. Jeho notace používá houslový klíč obdobně jako je tomu u jako lesního rohu. Je opatřen třemi pístovými ventily a zakončen rozměrným ozvučníkem o průměru 26 cm.
Nástroj se vyrábí v různých provedeních. V Česku je nejčastěji používán rovný model (který lze občas zahlédnout jako přiznávkový nástroj v některých jihočeských a moravských kapelách), v USA se naopak používá pochodový model (vypadá jako basová trubka, ale je zakončen nepochopitelně velkým ozvučníkem), a existuje i melafon ve tvaru lesního rohu. Nátrubek je však přibližně stejné velikosti a tvaru jako u klasické B trubky, a nemá nic společného s nátrubkem lesního rohu.
Tón melafonu je prazvláštní. Kombinuje v sobě temnost lesního rohu, průraznost trubky a sílu trombonu. Každopádně má sklon být dosti řvavý a poměrně choulostivý na ladění. Existují i ironické muzikantské poučky, že melafon nikdy neladí.
Přesto jde o velice krásný nástroj, zejména pro sólové použití např. v jazzu nebo přednesové hudbě.